# 里卡尔·诺尔斯特伦
里卡尔·汉尼拔·威尔海姆·诺尔斯特伦（丹麥語：Rikard Hannibal Wilhelm Nordstrøm，1893年4月23日—1955年2月7日），丹麦男子竞技体操运动员。他曾代表丹麦获得1912年夏季奥林匹克运动会体操比赛男子团体自由式铜牌。